# يان هارفي (سياسي)
يان هارفي (بالإنجليزية: Ian Harvey)‏ هو ضابط وسياسي بريطاني، ولد في 25 يناير 1914، وتوفي في 10 يناير 1987. حزبياً، نشط في حزب المحافظين. في الانتخابات العامة في المملكة المتحدة 1950 ‏، انتخب عضو برلمان المملكة المتحدة الـ39 عن دائرة هارو الشرقية (23 فبراير 1950 – 5 أكتوبر 1951) وفي الانتخابات العامة في المملكة المتحدة 1951 ‏، انتخب عضو برلمان المملكة المتحدة الـ40 عن دائرة هارو الشرقية (25 أكتوبر 1951 – 6 مايو 1955) وفي الانتخابات العامة في المملكة المتحدة 1955 ‏، انتخب عضو البرلمان الحادي والأربعين للمملكة المتحدة ‏ عن دائرة هارو الشرقية (26 مايو 1955 – 24 نوفمبر 1958).

## روابط خارجية
- يان هارفي على موقع مونزينجر (الألمانية)